# Joel Lundeqvist

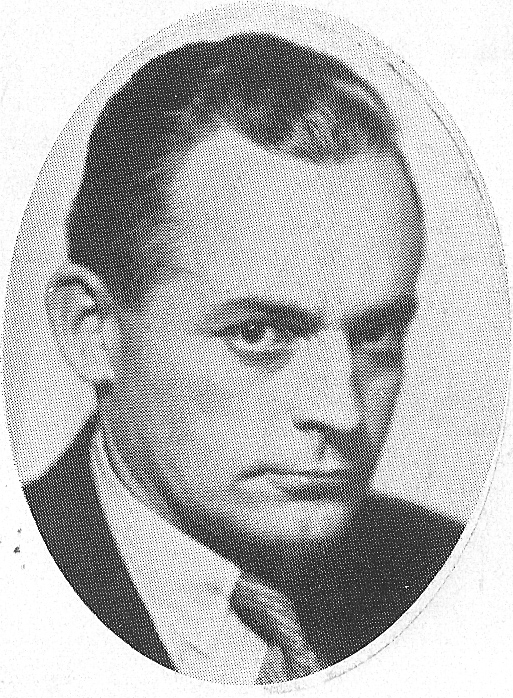
Joel Lundeqvist

Joel Lundeqvist född i Stockholm den 16 augusti 1894, död där 19 november 1947 var en svensk arkitekt. 

## Biografi
Efter studentexamen vid Norra Real 1914 studerade han vid Tekniska högskolan i Stockholm 1914-18 och vid Konstakademin. Han bedrev egen verksamhet i Örebro 1922-1930 och i Stockholm 1930-1947. 1931 blev han arkitekt vid Byggnadsstyrelsen
Många av hans tidiga verk var inspirerade av nordisk klassicism, som var rådande på 1920-talet. Till Skänninges 400-årsjubileum, som firades 1929 och sammanföll med Östergötlands länslantbruksmöte, ritade han utställningsområdet, som var en förelöpare till Stockholmsutställningen 1930 i att introducera funktionalismen i Sverige. Lundeqvist var även utställningsarkitekt vid Örebroutställningen 1928.

## Byggnadsverk, urval
- Örebro tingshus, Olaigatan 32C, 1923
- Biografen Röda Kvarn, Örebro, ombyggnad, 1927
- Folkets hus, Järnvägsgatan 8, Örebro, 1928
- Tillbyggnad Tullhuset, Skeppsbron, mot Österlånggatan, 1936[2]
- Statens veterinärmedicinska anstalt, Frescati Backe, Stockholm, 1940-44. Efter skisser av Gunnar Asplund.
- Veterinärhögskolan, tillbyggnad, 1942-45
- Teaterscen i Mariebergsskogen, Karlstad, 1942
- Utbyggnad Kockums mekaniska verkstad, Malmö, 1945-47.[3]
- Ett flertal villor och flerfamiljshus i Örebro och i Stockholm

## Bilder

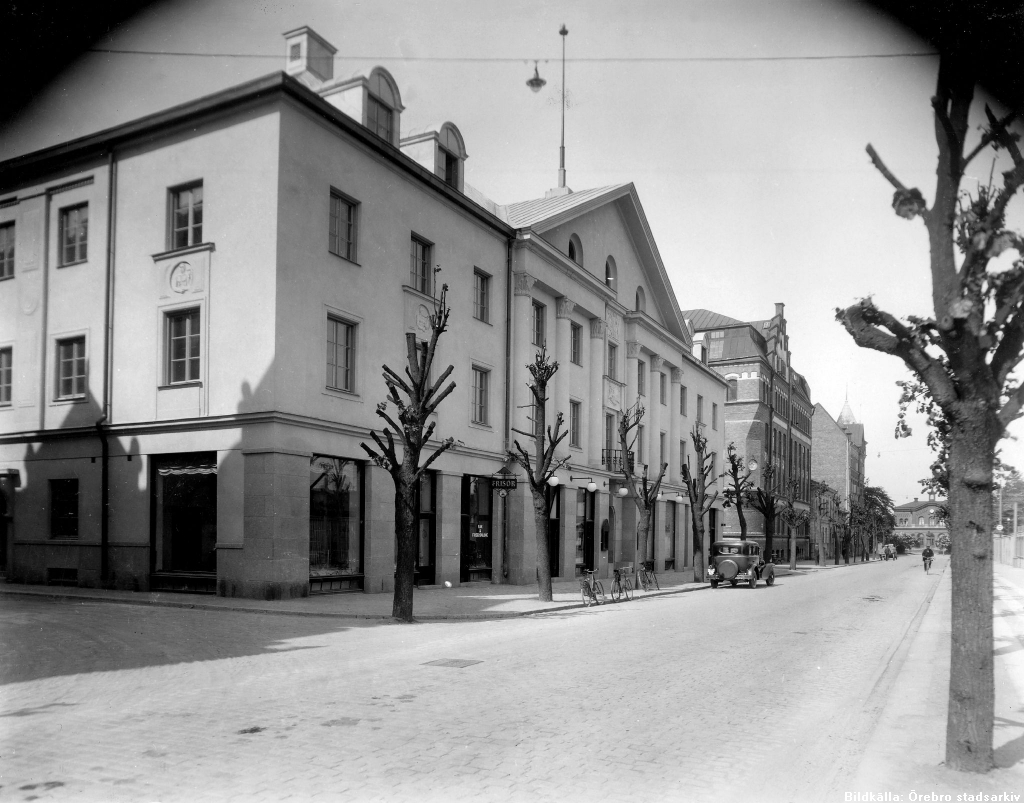
Folkets hus i Örebro
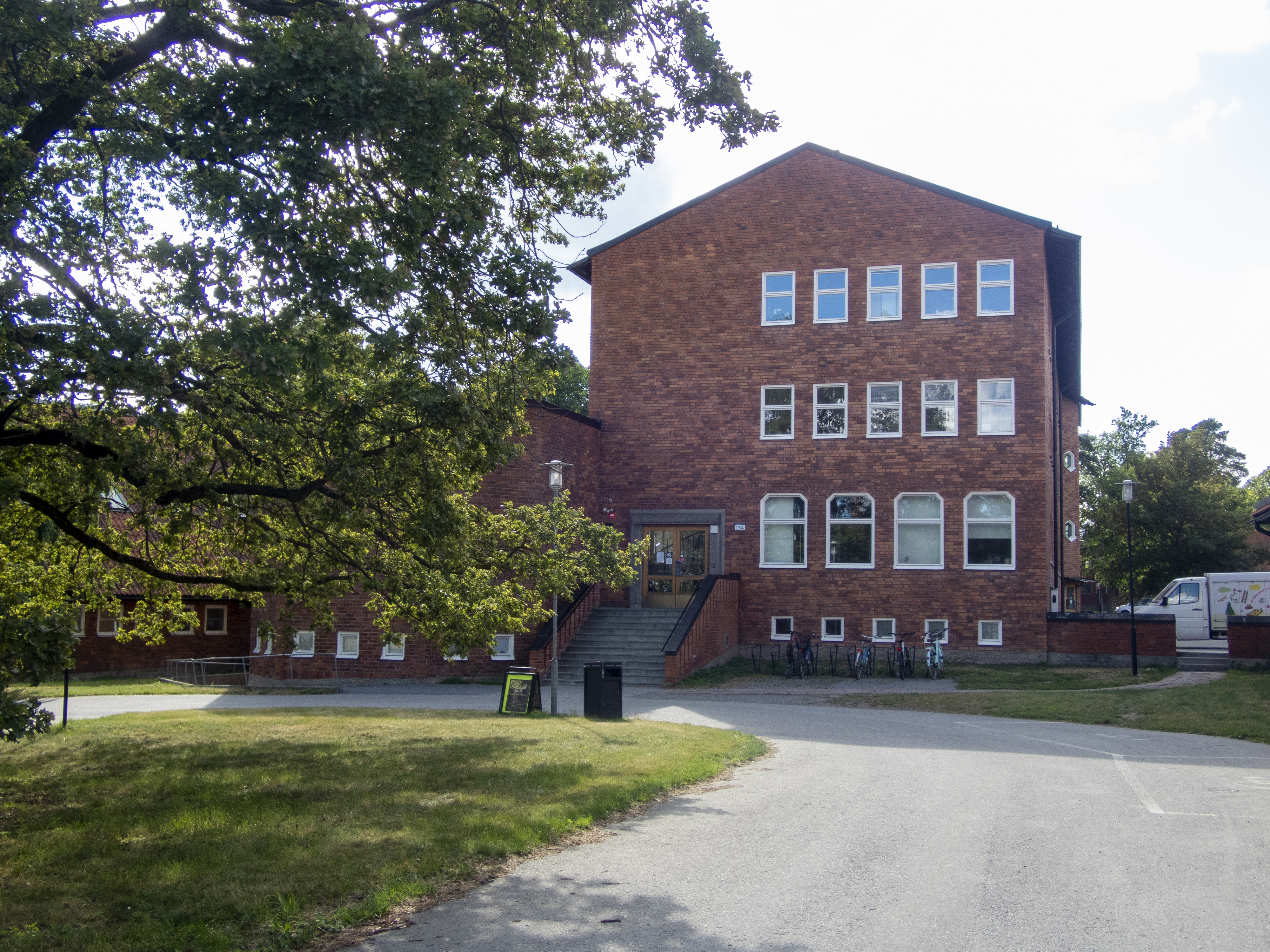
Byggnader vid Veterinärhögskolan
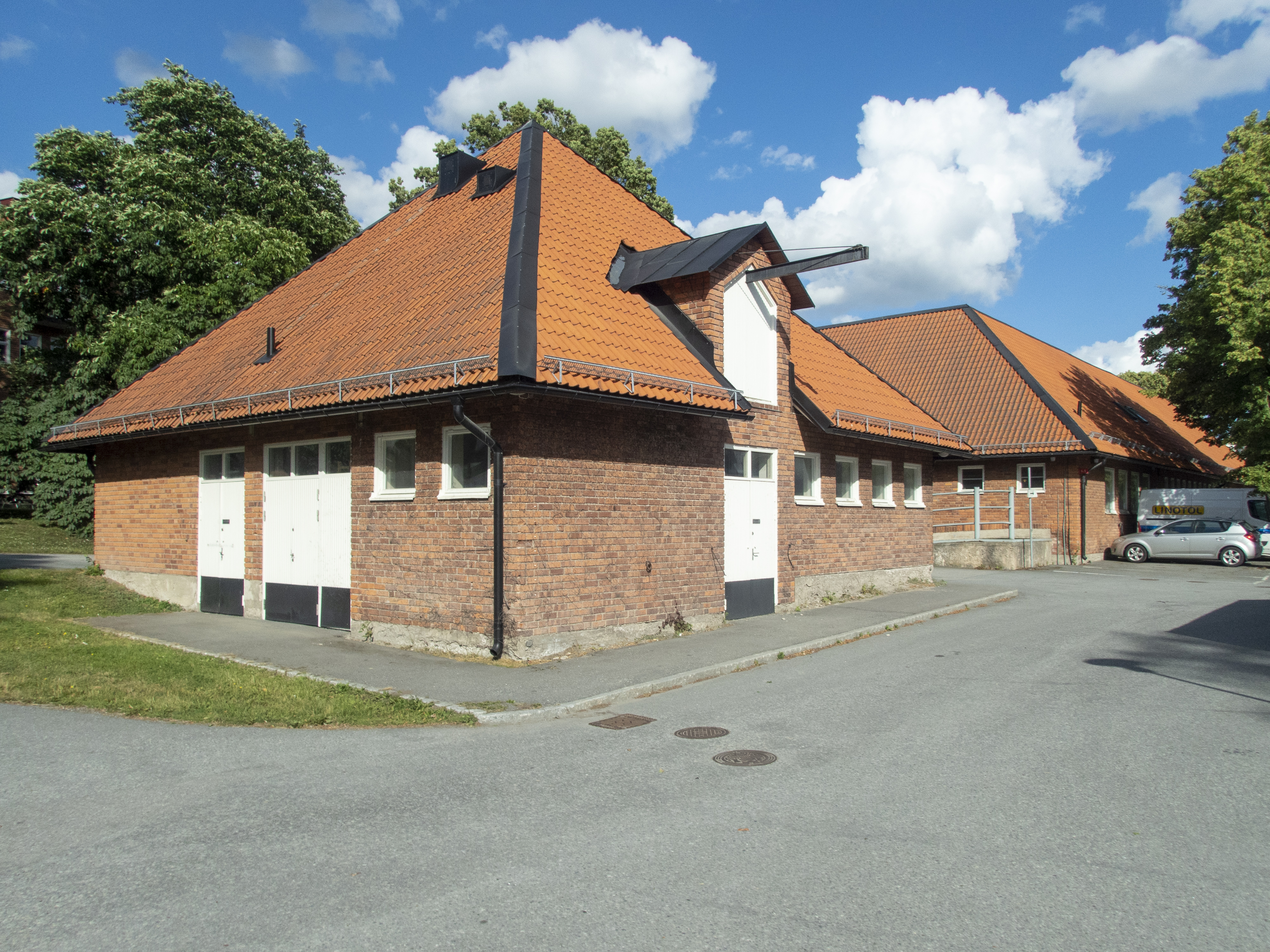
Byggnader vid Veterinärhögskolan
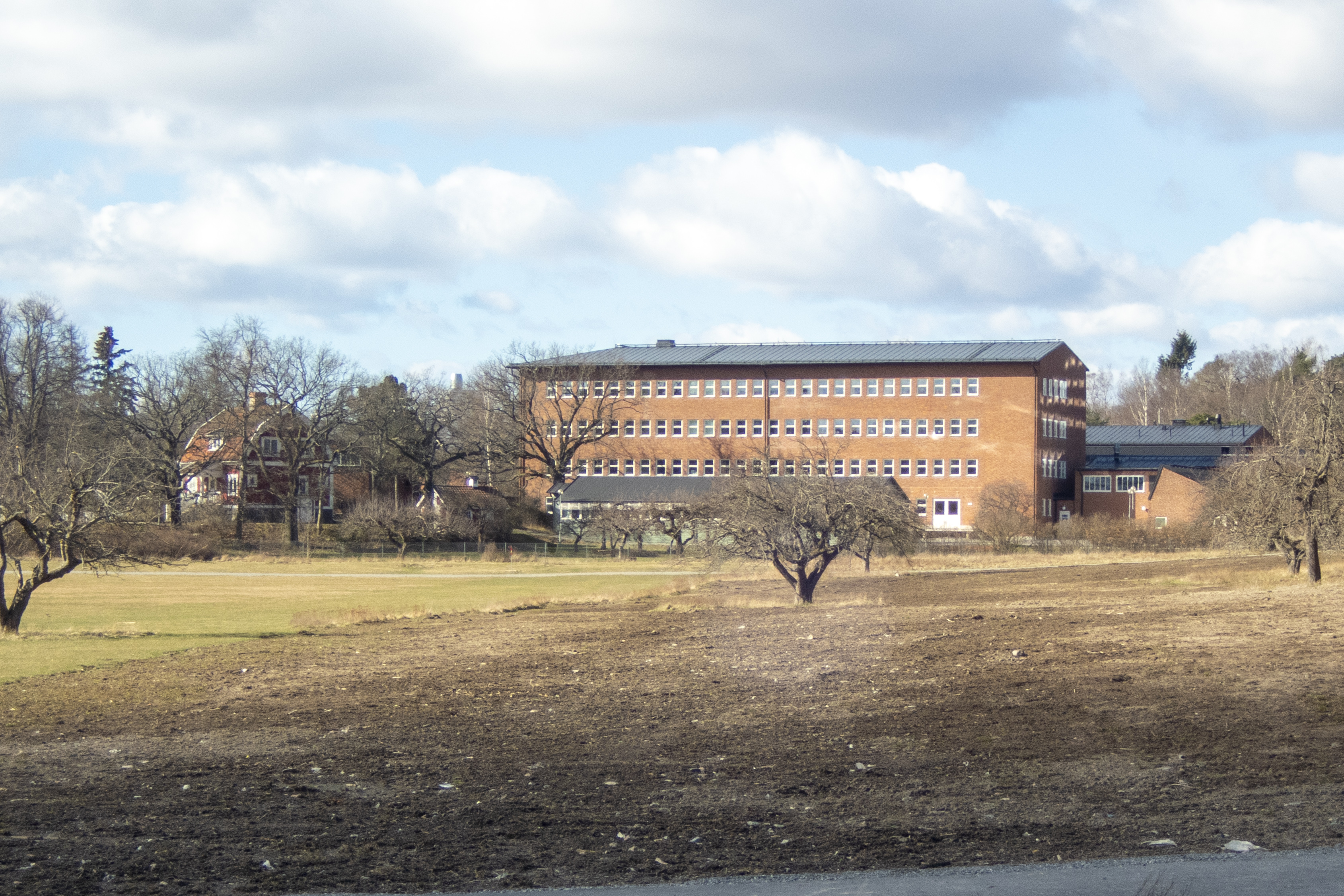
Statens Veterinärmedicinska anstalt